# 傑爾曼敦 (印地安納州第開特縣)
傑爾曼敦（英語：Germantown）是位於美國印地安納州第開特縣的一個非建制地區。該地的面積和人口皆未知。

## 地理
傑爾曼敦的座標為39°24′55″N 85°37′35″W / 39.41528°N 85.62639°W，而該地的平均海拔高度為258米（即846英尺）。